# Francisco Javier León de la Riva
Francisco Javier León de la Riva (Valladolid, 15 de noviembre de 1945) es un médico y político español perteneciente al Partido Popular (PP). Fue alcalde de Valladolid desde el año 1995 hasta el 5 de junio de 2015. Es el alcalde que más años ha permanecido al frente del consistorio vallisoletano. El final de su carrera se vio afectado por casos de corrupción e imputaciones; finalmente dejó su acta de concejal en 2015 por una condena de inhabilitación por un delito de desobediencia a la Justicia.

## Biografía
Nació en Valladolid, y estudió secundaria en el Colegio Nuestra Señora de Lourdes de Valladolid. Más tarde, se doctoró en Medicina en la Universidad de Valladolid, especialidad Obstetricia y Ginecología, siendo profesor titular de la misma, en la actualidad en situación de excedencia. Mantiene una relación estrecha con el ex presidente de Gobierno José María Aznar y su esposa Ana Botella, de quién fue ginecólogo.[cita requerida] Está casado y tiene tres hijos. Militante de Alianza Popular desde 1982.

### Cargos
- Jefe clínico del Departamento de Obstetricia y Ginecología del Hospital Clínico Universitario.
- Miembro de la Real Academia de Medicina y Cirugía de Valladolid.
- Exdirector de la Escuela Universitaria de Enfermería.
- Miembro del Comité Ejecutivo Provincial del Partido Popular de Valladolid.
- Miembro del Comité Ejecutivo Regional del Partido Popular.

## Trayectoria política
- 1987-1999: Procurador en las Cortes de Castilla y León.
- 1987-1991 Consejero de Cultura y Bienestar Social de la Junta bajo la presidencia de Aznar y Lucas.
- 1991-1993: Portavoz del Grupo Popular en las Cortes.
- 1991: La lista del PP vence en las elecciones municipales con mayoría simple obteniendo 13 concejales, lo que le impide gobernar en detrimento del socialista Tomás Rodríguez Bolaños, que recibe el apoyo de IU.
- 1995: Tras las elecciones de ese año se convierte en alcalde de Valladolid con la victoria del PP por mayoría absoluta que le otorga 15 concejales (de los 29 en liza,). En 1999, 2003 y 2007 repite número de concejales y es reelegido, en los comicios de mayo de 2011 vuelve a ser reelegido alcalde y amplía su mayoría hasta los 17 concejales.
- 1991-1995: Vicepresidente de la Comisión Mixta de Transferencias.
- 1996-2008 Vicepresidente de Caja Duero.
- 2004-2008: Presidente Ejecutivo de la OICI (Organización Iberoamericana de Cooperación Intermunicipal), actualmente ocupa la vicepresidencia primera.

Ha sido además Vicepresidente de la Comisión Nacional de Sanidad del Partido Popular y actualmente es miembro del Comité Ejecutivo y Presidente de la Comisión de Relaciones Internacionales de la Federación Española de Municipios y Provincias (FEMP), Vicepresidente del CMRE (Comité de las Regiones y los Municipios de Europa), así como Vicepresidente del Patronato Fundación Casa de la India y de la Asociación Ibérica de Municipios Ribereños del Duero.
En 2015 fue condenado a 13 meses de inhabilitación por un delito de desobediencia a la Justicia.

## Gestión al frente del Ayuntamiento y controversias

### Primeros dos mandatos (1995-1999 y 1999-2003)

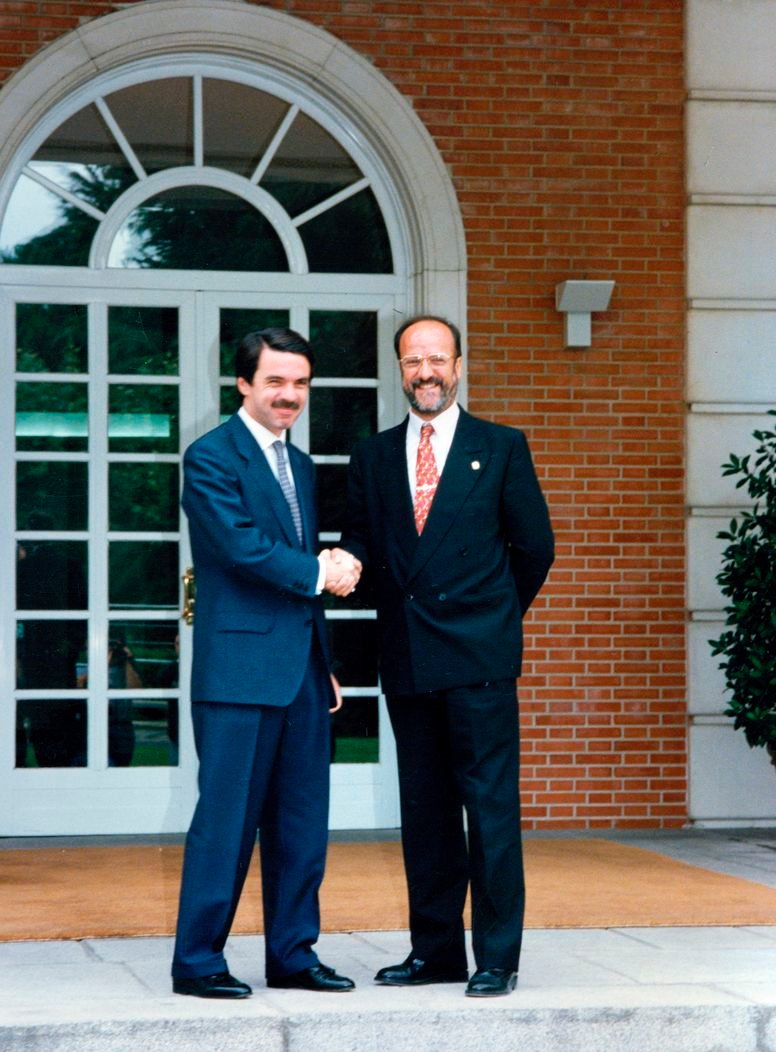
Recibido en La Moncloa en 1996 por José María Aznar, entonces presidente del gobierno.

León de la Riva consiguió acceder a la Alcaldía de Valladolid tras las elecciones municipales de 1995, después de que en las anteriores un pacto de izquierdas entre PSOE e IU mantuviese en su puesto a su predecesor Tomás Rodríguez Bolaños que acusaba un fuerte desgaste debido a sus 16 años como alcalde y su escándalo por el cobro de dietas dobles.
Compatibiliza en el primero de sus mandatos su puesto de alcalde con el de procurador regional. Será en esta época cuando definirá el equipo en el que esencialmente se sustentará para llevar a cabo sus políticas. Por un lado Manuel Sánchez Fernández en materia de Seguridad y Movilidad, y por otro Mercedes Cantalapiedra Álvarez en el área de Cultura, Comercio y Turismo. Una etapa que se cerrará con la inauguración del Puente de Hispanoamérica en 1999, con el que se conectarán las orillas del Pisuerga del lado sur de la ciudad, ya muy desarrollado por entonces merced a nuevos complejos urbanísticos como Parque Alameda o la inauguración, un año antes, del Centro Comercial Vallsur.
Tanto en el ya mencionado primer mandato como en el segundo, cuando De la Riva ya sería alcalde con dedicación exclusiva, el equipo de Gobierno basó sus políticas en la remodelación de diversos barrios y emplazamientos de la ciudad, entre los que se encontraban el paseo del Cauce, los barrios de la Rubia y Girón o la Plaza de España, así como una renovación en profundidad del adoquinado de toda la capital. En esa dirección, se reformaron también los servicios municipales de limpieza y muy especialmente la red metropolitana de transportes AUVASA, que amplía su número de autobuses y servicios, con vistas a comunicar mejor el centro con la periferia, especialmente con el barrio de Parquesol, cambiará su tradicional color rojo por el azul y comenzará a gozar de un seguimiento vía satélite que permitió instalar en las paradas más importantes carteles que indicasen a los usuarios los tiempos que quedaban hasta la llegada del siguiente autobús de la línea.
En esta segunda etapa, cambiará en el año 2000 la fecha de las fiestas locales de San Mateo, adelantándolas a la fecha de la celebración de la Virgen de San Lorenzo. Del mismo modo, se consumará la creación del Museo Patio Herreriano de Arte Contemporáneo Español que será inaugurado en 2002 y en el que Mercedes Cantalapiedra Álvarez tendrá un papel primordial. También tendrá lugar la inauguración del Museo de la Ciencia de Valladolid, que aprovechará en buena medida las posibilidades del ya citado Puente de Hispanoamérica.

#### Controversias
En el año 2000, tras remodelar y reformar la mayor parte de la playa de las Moreras, donde se celebraba anualmente la tradicional hoguera de San Juan a orillas del Pisuerga, decidió prohibir su celebración en el lugar desplazando la misma al otro extremo de la ciudad, en el barrio de Parquesol. El hecho fue aprovechado por varias organizaciones para desafiar su autoridad derribando las barreras colocadas por la Policía municipal ocupando ilegalmente el lugar. La reacción de De la Riva fue inmediata y con la colaboración de la Policía Nacional disolvió la ocupación con una carga policial que dejó cuarenta heridos y cuatro detenidos. El suceso abrió un profundo debate sobre la necesidad y proporcionalidad de dicha intervención, dando también lugar a la creación de una "Asamblea Ciudadana contra la Represión".
También en ese año estalló una fuerte polémica a partir de cinco casos de cáncer infantil diagnosticados entre 2000 y 2003 en el Colegio Público Antonio García Quintana situado en el centro de la ciudad. Los padres de los afectados culparon de la situación a la acumulación de antenas de telefonía móvil en los edificios colindantes, debido a que todos los casos eran de tipo hematológico y localizados en alumnos que habían estado en las clases orientadas hacia ellos, pero el caso quedó archivado en 2004.

### Siguientes dos mandatos (2003-2007 y 2007-2011)

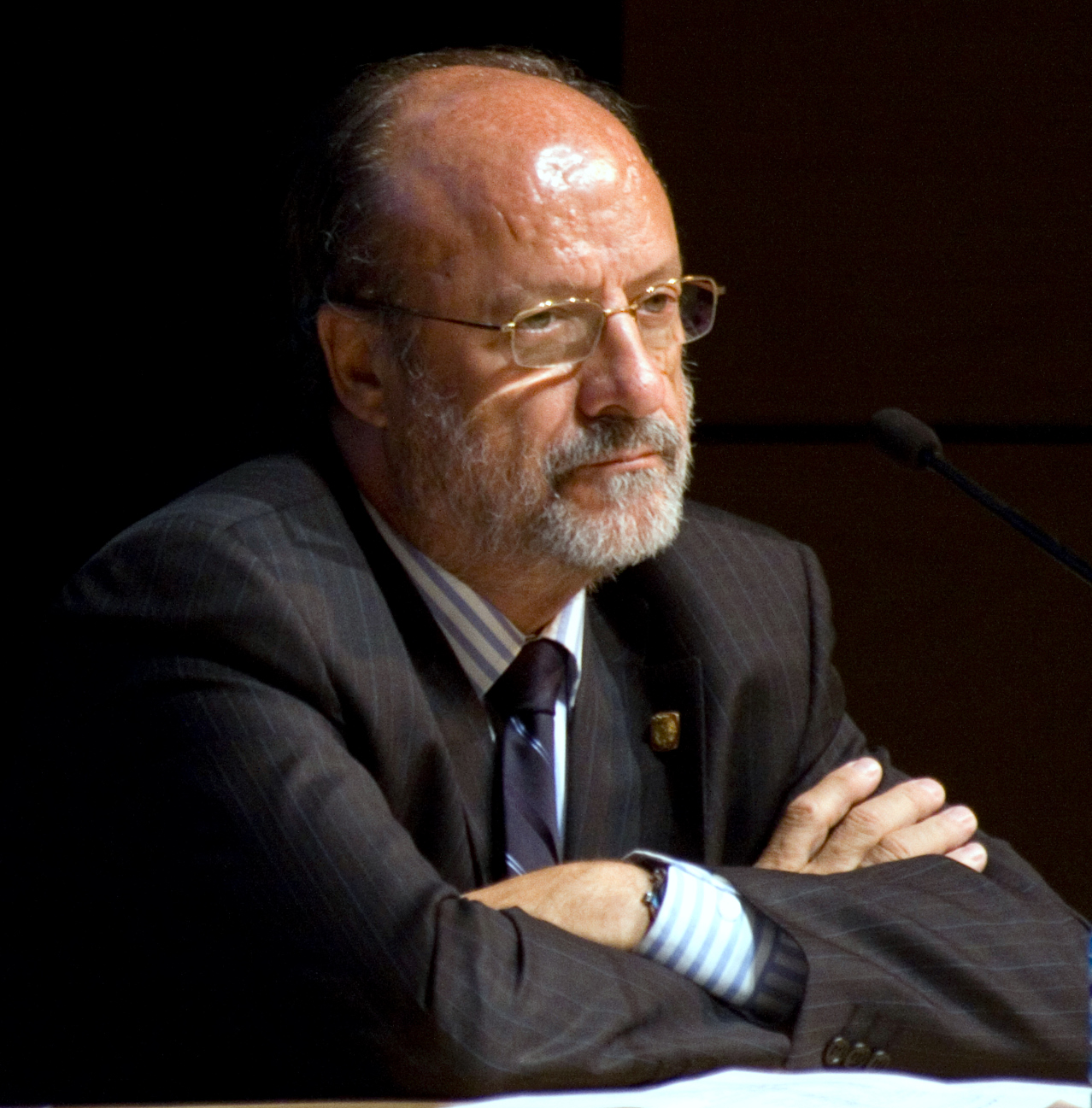
León de la Riva en el año 2010.

Tras estos años de reformas, León de la Riva emprende en 2003 uno de los mayores retos de su carrera política: el desmantelamiento del conocido popularmente como el “Poblado de la Esperanza”, que era considerado uno de los mayores puntos de comercio de droga en España así como un gueto del barrio de los Pajarillos de la capital.
La mayor parte de los habitantes de ese emplazamiento eran gitanos y tuvieron que ser realojados en el núcleo del mencionado barrio de los Pajarillos, aunque muchos de ellos no cesaron en las actividades al margen de la ley que ya realizaban, lo que causó un enorme incremento en el tráfico de drogas del lugar, el cual motivó la formación de la llamada “Coordinadora contra el narcotráfico” de carácter ciudadano, con el objetivo de frenar la comercialización de sustancias ilegales en el lugar. Un movimiento que se manifestó semanalmente para denunciar el problema hasta 2013.
En su tercer mandato como alcalde, obtenido tras derrotar ajustadamente al candidato socialista Ángel Velasco Rodríguez durante elecciones municipales de 2003 centra sus políticas en la creación de estacionamientos subterráneos por toda la ciudad. Dicho periodo finaliza con la inauguración del Auditorio Miguel Delibes en honor al célebre escritor vallisoletano.
Tras las elecciones municipales de 2007 revalida la mayoría absoluta por cuarta vez consecutiva, obteniendo su candidatura 87.016 votos y 15 concejales (de un total de 29). En dichas elecciones el cabez de lista del PSOE fue Soraya Rodríguez, que abandonó su puesto de concejal al año y medio de conseguirlo por un puesto como Secretaría de Estado de Cooperación en el ejecutivo de José Luis Zapatero.
Entre las actuaciones realizadas esta legislatura destaca el capítulo dedicado a infraestructuras: 5 aparcamientos subterráneos, reformas viarias, construcción de un nuevo puente y pasarela sobre el Pisuerga, un nuevo Centro Integrado, Centros Cívicos, la colaboración con la Junta en iniciativas como la planta de residuos, el parque del cerro de Las Contiendas, la recogida de aceites o los programas sociales con ONG.
A mediados de noviembre de 2007, ve cumplida una de sus mayores ambiciones: la de ver a Valladolid albergando las instalaciones definitivas de las Cortes de Castilla y León. Hasta ese momento, las mismas se encontraban provisionalmente en el Castillo de Fuensaldaña y no estaba claro el lugar que las acogería definitivamente dado que el Estatuto de Autonomía de Castilla y León no define expresamente cuál es la capital de la comunidad autónoma. Desde ese día, Valladolid se convertía tácitamente en la capital al residir en la misma las sedes del ejecutivo y del legislativo y la mayor parte de las salas de su Tribunal Superior de Justicia (TSJCyL).
Ese mismo año y un mes más tarde, tras diversas y muy dilatadas negociaciones a lo largo del tiempo con los gobiernos de José María Aznar López y de José Luis Rodríguez Zapatero consigue que el Tren de Alta Velocidad llegue a Valladolid, aunque el mismo lo hizo sin soterrar como inicialmente se pretendía.
Poco después de la llegada del AVE, de la Riva se propone llevar a cabo el soterramiento de todas las vías que recorren la ciudad, aunque este proyecto sería llevado a cabo por el Ayuntamiento. Para ello contrató al arquitecto Richard Rogers cuyo equipo se encargaría de rediseñar la ciudad creando para ello un nuevo modelo de urbe basado en la liberazación de 90 hectáreas de vías y talleres y cuya edificación se llevaría a cabo entre 15 y 20 años. La propuesta recibió el nombre de “Plan Rogers” aunque éste se paralizó debido a la crisis económica.
Otro de sus proyectos en vía de finalizarse fue la creación del Palacio de Congresos de Valladolid, de la que obtuvo finalmente el compromiso del Gobierno Regional de que este financiaría el 40% de su construcción aunque en la actualidad se encuentra suspendido a la espera de mejores tiempos a nivel económico.
En 2011 el PP obtuvo unos resultados históricos en cuanto a concejales en la ciudad, alcanzando la mayoría absoluta con 17 ediles (aunque perdiendo unos 2.000 votos respecto de las anteriores elecciones de 2007, quedándose en 85.006 apoyos), lo que permitió a León de la Riva llevar a cabo su 5.º mandato.
A finales de ese año, ve cumplido finalmente la inauguración de una tienda de la multinacional Ikea en Valladolid. No obstante, el hecho de que ésta fuese emplazada en la ciudad de Arroyo de la Encomienda en vez de en la capital en sí, supuso una decepción para él, que llegó a catalogarlo como una batalla ganada por el alcalde del municipio.
En las elecciones municipales de 2015, León de la Riva volvió a presentarse como candidato, a pesar de estar procesado. Su partido repitió victoria en el consistorio, pero perdiendo la mayoría absoluta y viendo muy mermados sus apoyos, obteniendo menos de 60.000 votos (35.8 %) que se tradujeron en 12 concejales. El desgaste tras 20 años de gobierno, los escándalos urbanísticos y casos de corrupción del PP local y nacional así como la irrupción de nuevas fuerzas políticas explicaron el descenso. Estos resultados posibilitaron la creación de un gobierno municipal alternativo entre PSOE y Valladolid Toma la Palabra (plataforma ciudadana dónde se integran además IU y Equo) y apoyado por Valladolid Sí se Puede (Podemos). A los pocos meses León de la Riva perdió incluso su acta de concejal dado que fue condenado a 13 meses de inhabilitación por un delito de desobediencia a la Justicia.

#### Controversias e imputaciones

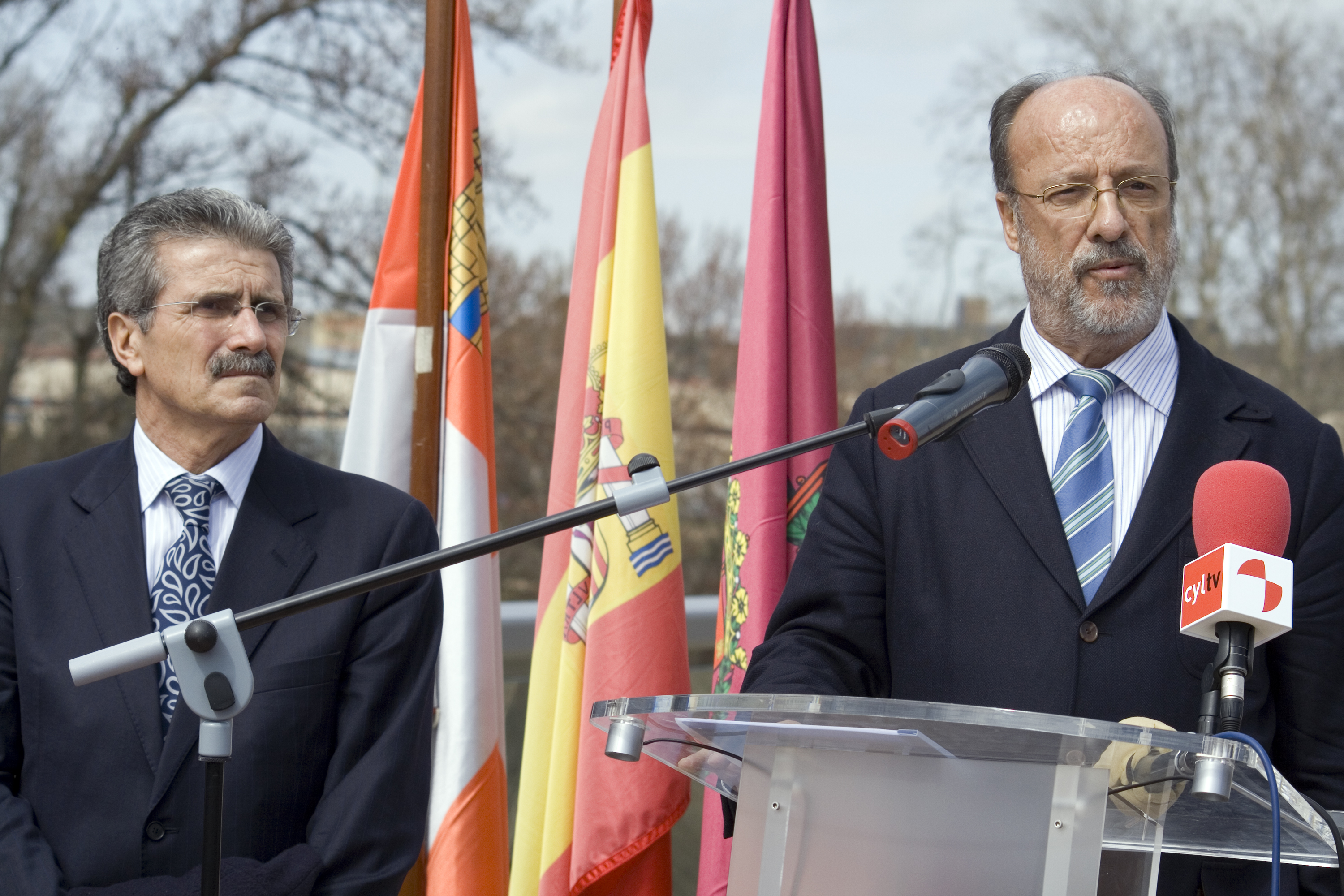
León de la Riva en la inauguración del Puente de Santa Teresa de Valladolid en 2011.

En materia de urbanismo, se han producido diversos episodios controvertidos. En el año 2006 se cuestionó el método por el que una promotora de viviendas de protección oficial había asignado sus pisos, al encontrarse entre sus beneficiarios a dos familiares de cargos del PP de Valladolid, uno de los cuales era el hijo de León de la Riva.
En el año 2008 el Tribunal Superior de Justicia de Castilla y León (TSJCyL) declaraba como ilegal la remodelación del edificio Caja Duero (residencia de De la Riva), cuyas obras habían obtenido previamente la autorización municipal, decidiéndose cargar el coste de la operación al Consistorio (600.000 euros).
En 2011 se investigaron las modificaciones del Plan General de Ordenación Urbana (PGOU) aprobado en marzo de 2003 en la anterior legislatura, ya que el texto publicado en el boletín oficial de la provincia en febrero de 2004, aparecía con hasta veinte divergencias respecto del texto aprobado en el pleno, algunas de cambio de edificabilidad. Así, el TSJCyL en sentencia del año 2011 consideraba que se trataron de «alteraciones conscientes que por su índole e importancia cambian el sentido de las determinaciones urbanísticas afectadas», y con las que se «está encubriendo una auténtica revisión» frente a las declaraciones iniciales de León de la Riva en que apuntaba a «errores materiales». Esta sentencia llevó a que en el año 2012 León de la Riva fuese imputado en dos procesos judiciales promovidos por el Grupo Municipal Socialista mediante sendas querellas: la primera motivada por este asunto bautizado como «caso manipulación del PGOU» y otro motivado, a juicio de los querellantes, por el «reiterado incumplimiento por parte del Ayuntamiento de la obligación impuesta por la Justicia de restaurar la legalidad en el edificio de la plaza de Zorrilla», inmueble donde el munícipe cuenta con una vivienda.
En cuanto al endeudamiento del Consistorio, la deuda viva ha pasado de 148 millones de euros en el año 2009 hasta los 220 millones en el año 2011 (casi 700 euros per cápita), suponiendo en torno al 98% por ciento del presupuesto municipal, por debajo de los techos legales fijados en el 125 y 110%.

### Perfil de gobierno
Su perfil de gobierno se caracterizó por una gran actividad municipal pero siendo poco dialogante, e incluso por ciertos rasgos autoritarios. "Machista", "misógino", "autoritario", "soberbio", "astuto" y "muy trabajador" fueron las palabras más repetidas entre entrevistados de diversos colectivos sobre su perfil.